# Jean-Louis Marie Poiret
Pour les articles homonymes, voir Poiret.
 (février 2020).
Si vous disposez d'ouvrages ou d'articles de référence ou si vous connaissez des sites web de qualité traitant du thème abordé ici, merci de compléter l'article en donnant les références utiles à sa vérifiabilité et en les liant à la section « Notes et références ».
Jean-Louis Marie Poiret (né le 11 juin 1755 à Saint-Quentin et mort le 7 avril 1834 à  Paris) est un abbé, un botaniste et un explorateur français de la fin du XVIIIe et du début du XIXe siècle.

## Biographie
En 1785 et 1786, Jean-Louis Marie Poiret est envoyé à La Calle en Algérie par Louis XVI afin d'inventorier la flore barbaresque.
Pendant la Révolution française, il se défroque, se marie (vers 1795) et devient professeur d'histoire naturelle à l'école centrale de l'Aisne.
Il travaille avec le naturaliste Jean-Baptiste Pierre Antoine de Monet, chevalier de Lamarck, à la rédaction du Dictionnaire de Botanique de l'Encyclopédie méthodique (1785).
En 1789 il publie son Voyage en Barbarie, ou Lettres écrites de l'ancienne Numidie pendant les années 1785 & 1786, sur la Religion, les Coutumes & les mœurs des Maures & des Arabes Bédouins, avec un Essai sur l'histoire naturelle de ce Pays, édité chez J.B.F. Née de la Rochelle, Paris, 2 volumes : XXIV+364 p., 317 p.
En 1819, il publie une flore médicale intitulée Leçons de flore. Cours complet de botanique, suivie d'une iconographie végétale en 56 planches coloriées par J. F. Turpin.
Sous la Restauration française, il publie en 1825 Histoire philosophique, littéraire, économique des plantes d'Europe.

## Hommages et dédicaces
Poiretia est une revue naturaliste électronique et gratuite créée en 2008. Elle s’intéresse à l’inventaire, la description et la cartographie de tous les groupes taxonomiques animaux et végétaux présents en Afrique du Nord (Maghreb). Son nom est dédié à l’abbé Poiret, notamment à son Voyage en Barbarie publié en 1789.
À travers les âges et à travers le monde, les naturalistes ont dédié à Poiret quelques genres
végétaux ou animaux :
- Poiretia Vent. (nom. cons.)[3] est un genre botanique de la famille des légumineuses (Fabaceae Lindl.). Après l’exclusion du genre australien Hovea R. Br., il ne comprend plus que trois espèces d’Amérique centrale et méridionale. Il comprend notamment l’espèce Poiretia tetraphylla (Poir.) Burkart, recombinaison de Psoralea tetraphylla Poir.
- Poiretia[4] est un genre botanique de la famille des Rubiacées (Rubiaceae Juss.), homonyme plus récent de Poiretia Vent. et de ce fait rejeté[5]. Les plantes décrite sous ce nom de genre sont aujourd’hui rattachées à son synonyme taxonomique Houstonia L.
- Poiretia (Fischer, 1883) est un genre animal de mollusques gastéropodes pulmonés appartenant à la famille des Oléacinidés (Adams & Adams, 1855). Ce genre méditerranéen comprend cinq espèces décrites, distribuées depuis la Grèce jusqu’à l’Algérie.

On lui a également dédié de nombreux noms d’espèces, dont les plus connus concernant la Méditerranée sont :
- Pleurodeles poireti (Gervais, 1835), remarquable amphibien urodèle endémique de la péninsule de l’Edough (NE-Algérie) située aux abords de la ville de Annaba (ex Bône) où Poiret l’y découvrit il y a plus de deux cents ans. Il fut initialement décrit sous le nom de Triton poireti Gervais, 1835. Il est aujourd’hui considéré comme « en danger d’extinction ».
- Pinus nigra J.F. Arnold var. poiretiana Asch. & Graebn., pin noir de Corse ou pin Laricio, est le nom de remplacement de Pinus laricio[6]. Ce dernier est un nom illégitime car homonyme plus récent de P. laricio Santi in Savi[7]. Son vicariant maghrébin est le pin noir de Maurétanie, Pinus nigra var. mauretanica (Maire & Peyerimh.), dont la présence est relictuelle en Kabylie du Djurdjura et dans le Rif marocain.